# Nell Cattrysse
Nell Cattrysse (26 februari 2006) is een Vlaamse actrice.
Cattrysses debuut was in de film The Broken Circle Breakdown uit 2012 van Felix Van Groeningen, waarin zij op zesjarige leeftijd de hoofdrol speelde van het ongeneeslijk zieke dochtertje Maybelle. Daarna speelde ze in Het vonnis als Anna Segers op zevenjarige leeftijd. In 2014 speelde ze Dorien in Labyrinthus op achtjarige leeftijd. Na een korte onderbreking kwam ze terug in 2017 in Façades (als de jonge Alex) en Vele hemels boven de zevende (als Lou) op elfjarige leeftijd. Vier jaar later speelde ze in Bittersweet Sixteen de rol van Kat op vijftienjarige leeftijd. In 2023 vertolkte ze de rol van Bobbie in de Vlaamse tienerserie wtFOCK. Daarin speelde ze de liefdesinteresse van hoofdrolspeelster Anaïs (Laura Bekaert).

## Filmografie
- The Broken Circle Breakdown (2012) - als Maybelle
- Het vonnis (2013) - als Anna Segers
- Labyrinthus (2014)[2] - als Dorien
- Façades (2017) - als jonge Alex
- Vele hemels boven de zevende (2017)[3] - als Lou
- Bittersweet Sixteen (2021) - als Kat
- wtFOCK: ANAÏS (2023) - als Bobbie[4]

- Bibliothèque nationale de France: cb167660764 (data)
- Gemeinsame Normdatei: 1045623326
- International Standard Name Identifier: 0000 0004 3437 0667
- Library of Congress Control Number: no2018025742
- Système universitaire de documentation: 17817548X
- Virtual International Authority File: 308707562